# George Lamsa
George M. Lamsa (* um 5. August 1892 in Maribishu, Kurdistan, heute: Türkei als Lamsa; † 22. September 1975 in Turlock, Kalifornien) war assyrischer Lehrer, Schriftsteller und übersetzte die Bibel aus dem Aramäischen ins Englische. Er rief die Zeitschrift Light for All (deutsch: Licht für alle) ins Leben, er war Redner im Radioprogramm Lessons for Living, gründete 1943 die Aramäische Bibelgesellschaft (englisch: Aramaic Bible Society) und die Calvary Missionary Church und war ein Bibellehrer mit profunden Kenntnissen der aramäischen Sprache und Kultur.

## Leben und Wirken
Die Mutter von George M. Lamsa hieß Sara, ob sie einen weiteren Namen benutzt hat, ist jedoch nicht bekannt und kaum anzunehmen. Sie heiratete im 19. Jahrhundert einen Schafhirten namens Jando, mit dem sie in der Quellregion der Flüsse Euphrat und Tigris, dem heutigen Grenzgebiet zwischen der Türkei, dem Iran und dem Irak lebte. Als ihren Lebenszweck betrachtete sie, einen Sohn zu gebären, um diesen Gott zu widmen. Gegen Ende der zweiten Hälfte des 19. Jahrhunderts wurde ihr Wunsch erfüllt. Das genaue Geburtsdatum von Lamsa ist unbekannt, wenn auch einige Quellen den 5. August 1892 angeben. Geboren wurde er nach eigenen Angaben in Marbishu, einem kleinen Wallfahrtsort in den kurdischen Bergen. Marbishu (auch: Mar Behishu) liegt im äußersten südöstlichsten Zipfel der heutigen Türkei, nur wenige Kilometer von der iranischen Grenze entfernt. Die ungefähre Koordinaten von Marbishu: Breite 37°35'46.18"N; Länge 44°30'39.87"E.
Sara und Jando gehörten zum Stamm der Mamisho, einem der vielen Nomadenstämme in jener Region. Ihre Sitten und Bräuche, ihre Kleider und Werkzeuge und auch ihre Sprache hatten sich in der abgeschiedenen Bergregion über Jahrhunderte kaum verändert. Als Winterquartier diente den Mamishos die Stadt Marbisho. Hier brachte Sara ihren Sohn zur Weihung in eine Kirche. Im Alter von 12 Jahren wurde diese Weihung mit einem Opfer eines Ochsen bekräftigt und Lamsas Stirn wurde mit dessen Blut bestrichen, woran er sich zeit seines Lebens erinnerte.
Nebst dem Hüten von Schafen begann Lamsa im Alter von vier Jahren, den Unterricht in einer Schule der Presbyterianer zu besuchen, und lernte das aramäische Alphabet lesen und schreiben. Bevor er sein zweites Schuljahr beenden konnte, schloss sich sein Stamm mit anderen Christen zusammen, die vor feindlichen Kurden in den Iran flüchteten. Nach dem Tode seiner Mutter besuchte er eine weitere kirchliche Schule, wo er bis zu seinem 9. Lebensjahr lernen konnte. Dann kehrte sein Stamm wieder in die Umgebung der Stadt Marbisho zurück. Hier traf Lamsa zum ersten Mal in seinem Leben einen Fremden, einen Engländer. Es handelte sich um Reverend Oswald Parry. Von ihm bekam Lamsa zwei Kirons, was etwa 40 amerikanischen Cents entsprach, und so kam er zum ersten Mal mit Geld in Kontakt. Reverend Parry wählte fünf Jungen für das Archbishop of Canterbury's College in Urmia im Iran aus, und Lamsa war einer von ihnen. An dieser Schule verbrachte der ehemalige Hirtenjunge neun Jahre und bestand mit 19 Jahren sein Abschlussexamen mit der höchsten Auszeichnung.
Dank seinem hervorragenden Abschluss konnte Lamsa an derselben Schule eine Stelle als Lehrer antreten. Etwas später wechselte er an eine neu eröffnete Schule in Van, das im Osten der Türkei liegt, wo er unter anderem Türkisch unterrichtete. Bald musste er wieder fliehen, da sein Leben während der Verfolgung der Armenier gefährdet war. Zurück in seiner alten Schule wurde er Redakteur und damit verantwortlich für die Bücher, welche die Schule herausgab.
1913 wurde Lamsa vom lokalen Machthaber nach Istanbul an die Universität gesandt. Nach etwa einem Jahr musste Lamsa in den Wirren des Ersten Weltkrieges flüchten. Über Bulgarien und Italien landete er schließlich mit drei US-Dollars in der Tasche in Buenos Aires in Argentinien, wo er einige Landsleute anzutreffen hoffte. Seine erste Autofahrt führte zu der Young Men's Christian Association (YMCA), wo er einen Job als Drucker erhielt. Nach mehreren weiteren Gelegenheitsarbeiten für die Handelsmarine, die Eisenbahn und im Bergbau führte ihn sein Weg schließlich 1917 nach New York City. Um Schwierigkeiten bei der Einreise zu vermeiden, legte er sich den Vornamen George zu und verwendete seinen bisher einzigen Namen Lamsa als Nachnamen. Das M. in der Mitte steht für Mamisho, seinen heimatlichen Stamm.
Nachdem er erneut als Drucker gearbeitet hatte, erhielt George M. Lamsa 1919 durch einen Bischof der Episkopalkirche ein Stipendium für das Theologische Seminar in Alexandria, Virginia, wo er drei Jahre studierte. Anschließend übersiedelte er nach Washington, D.C., wo er nach einer Phase der Arbeitslosigkeit vom Erzbischof von Canterbury den Auftrag erhielt, Geld für den Wiederaufbau der im Krieg zerstörten Schulen der Türkei zu sammeln.
1929, nach Ausbruch der Weltwirtschaftskrise, trat Mr. Lamsa in das Dropsie College der Universität von Pennsylvania in Philadelphia ein. Der Präsident und die Fakultät waren von Lamsas Idee fasziniert, dass Griechisch nicht die Originalsprache der Quellen des Neuen Testamentes sei. Er erklärte ihnen, dass Jesus und die ersten Apostel Aramäisch gesprochen hätten und dass die Östliche Peshitta-Bibel noch immer in Aramäisch überliefert sei. Da der Westkirche ausschließlich die griechischen Manuskripte bekannt waren, herrschte damals Einigkeit darüber, dass es sich bei den griechischen Quellen um Abschriften der Originale und nicht um Übersetzungen handeln müsse. Sein Aufenthalt an der Universität war nur kurz, aber zugleich der Start zu seiner Tätigkeit als Bibelübersetzer, Redner und Experte für die nahöstliche Kultur.
Mit der Unterstützung von der Frau von Willam M. Wood aus Boston schrieb Lamsa sein erstes Buch The Oldest Christian People (deutsch: Das älteste christliche Volk). Später konnte er im Haus von William Parson aus Flushing wohnen, und es entstand My Neighbor Jesus (Mein Nachbar Jesus), Gospel Light und der Lamsa Bible Commentary. In Samuel Thompson fand er einen Weggefährten und die finanzielle Unterstützung der Aramaic Bible Society, und so übertrug er die vier Evangelien aus aramäischen Peshitta-Quellen ins Englische: Der erste Teil der Lamsa-Bibel war geboren. Seine revolutionäre Ansicht bezüglich der biblischen Quellen stieß auf wenig Verständnis, und die erhoffte Publikation der vier Evangelien durch die University of Chicago wurde abgelehnt.
Der Durchbruch kam durch den Verleger Andrew J. Holman aus Philadelphia, der 1933 eine erste Veröffentlichung dieses Werks auflegte. Die ersten zwei Exemplare bestellte ein methodistischer Bücherladen, und plötzlich interessierte sich viele Personen für ihn, sein Schaffen und seine Erkenntnisse. Holman motivierte Lamsa, das ganze Neue Testament zu übersetzen, was nach dem Zweiten Weltkrieg zu einer weltweiten Nachfrage seiner Schriften führte.
Im Herbst 1940 begann Lamsa mit der Übersetzung des Alten Testaments. Margaret Outerbridge in Maine gab ihm dazu die notwendige Unterstützung. 1957 wurde The Lamsa Bible fertiggestellt, in Druck gegeben und kam dann in den Verkauf.
Lamsa beherrschte acht Sprachen
, er blieb zeit seines Lebens ein ökumenischer Christ und bevorzugte keine spezifische Konfession. Auch setzte er sich für eine bessere Verständigung von Christen, Juden und Moslems ein, da er die Überzeugung eines gemeinsamen universellen Gottes in sich trug. 1964 nahm er als Beobachter der Assyrischen Kirche des Ostens an der dritten Sitzungsperiode des katholischen Zweiten Vatikanischen Konzils teil.
In den frühen 1960er-Jahren wurde der amerikanische Geistliche Rocco A. Errico auf Lamsa aufmerksam und studierte daraufhin 10 Jahre bei ihm. Errico war der einzige, der Lamsas Arbeit in dessen Sinne weiterführte. In Erricos Noohra Foundation (Noohra, eigentlich: nuchra, was Licht bedeutet) erschienen in etwa in jährlichem Turnus die aktualisierten und erweiterten (und von Lamsas Erben autorisierten) Bibelkommentare, wie sie von Lamsa noch zusammen mit Errico geplant waren.
Lamsa starb am 22. September 1975 im kalifornischen Turlock, wo er auch begraben wurde.

## Lehre und Kritik
Lamsa behauptete, dass das Neue Testament ursprünglich in Aramäisch und nicht in Griechisch verfasst worden sei. Die Übersetzungen ins Griechische und in weitere Sprachen habe zu vielen Fehlern geführt. Mit dieser Reihenfolge sind viele Sprachforscher und Theologen nicht einverstanden, gerade auch weil vor Ort Münzfunde aus der Römerzeit mit griechischen Inschriften gefunden worden sind und die Adressaten der Evangelien und Briefe des Neuen Testaments die griechische Sprache benutzten. Es ist am wahrscheinlichsten, dass in Judäa und Galiläa damals mehrere Sprachen und verschiedene Dialekte gesprochen wurden. Kritiker machen zudem darauf aufmerksam, dass sich auch die aramäische Sprache seit der Zeit von Jesus verändert und weiterentwickelt habe, und Lamsa zudem etwa eintausend Kilometer von Israel entfernt aufgewachsen sei. Diese beträchtlichen Differenzen müsste Lamsa selbstkritisch stärker beachten, erwähnen und reflektieren.
In jeder Bibelübersetzung fließen auch die persönlichen Glaubens- und Gedankenwelten der Übersetzer ein, die Glaubenssätze von Lamsa seien von einer metaphysischen, universellen Theologie und vom Nestorianismus, der in Bezug auf die Dreieinigkeit vom chalcedonischen Christentum abweicht, geprägt worden. Sein Verständnis von der leiblichen Auferstehung, des Heiligen Geistes, des Teufels, der Dämonen, der Sünde, des Sühnopfers von Jesus Christus und weiterer dogmatischer Begriffe unterscheide sich wesentlich von einem griechisch-lateinisch geprägten, christlichen Bekenntnis und einer evangelikalen Theologie. Seine Thesen und Schriften sind vor allem bei Außenseitern, Minderheiten und christlichen Sondergruppen gefragt, angesehen und beliebt. Die Mehrheit der christlichen Theologen relativiert dagegen seine Erkenntnisse, ordnet sie anderen Sichtweisen ein oder lehnt sie wie der renommierte Historiker Edwin Yamauchi als Spekulationen ab.

## Schriften (Auswahl)
Lamsa hat bis zu seinem Tod 21 Schriften veröffentlicht, einige davon wurden bei Andrew J. Holman in Philadelphia aufgelegt.
- Secret of the Near East, Ideal Press, Philadelphia 1923.
- The Oldest Christian People; a brief account of the history and traditions of the Assyrian people and the fateful history of the Nestorian church, New York 1926 und 1970. (Der als Co-Autor genannte William Chauncey Emhardt hat nichts zu diesem Werk beigetragen. Der Verlag bestand auf seine Nennung, da er im Gegensatz zu Lamsa dem Lesepublikum bekannt war.)
- My Neighbor Jesus, New York und London 1932.
- Four Gospels According to the Eastern Version, Adrew J. Holman, Philadelphia 1933.
- Gospel Light. An Indispensable Guide to the Teachings of Jesus and the Customs of His Time, Andrew J. Holman, Philadelphia 1936; HarperCollins, 1986, ISBN 0-06-064928-3.
  - Die Evangelien in aramäischer Sicht, Neuer Johannes Verlag, Lugano 1963 und 2005, ISBN 978-3-907119-04-4.
- The Book of Psalms from the Aramaic, Andrew J. Holman, Philadelphia 1939.
- The Shepherd of All – the 23rd Psalm, Philadelphia 1939; CreateSpace Independent Publishing Platform, 2014, ISBN 978-1-5001-1872-3.
- New Testament Commentary (excludes the Gospels), Andrew J. Holman, Philadelphia 1945.
- New Testament Origin, Ziff Davies, Chicago 1947; The Aramaic Bible Society, 2000 und 2004, ISBN 978-0-9745296-9-1.
  - Ursprung des Neuen Testaments, Lugano 1965 und 1988, ISBN 978-3-907119-03-7.
- A Short Koran, Designed for Easy Reading, Ziff Davies, Chicago und New York 1949
  - Der Koran in Kürze, Verlag Hans-Jürgen Maurer, Freiburg 2001, ISBN 978-3-929345-13-1.
- The Holy Bible from the Ancient Eastern Text, George M. Lamsa's Translation From the Aramaic of the Peshitta, Andrew J. Holman, Philadelphia 1957; Harper & Row, 1985, ISBN 0-06-064923-2.
- A Brief Course in the Aramaic Language, Aramaic Bible Society, 1961.
- Old Testament Light, Prentice Hall, Englewood Cliffs 1964.
- The Kingdom on Earth, Unity Books, Lee’s Summitt 1966.
- And the Scroll Opened, Doubleday, Garden City und New York, 1967.
- More Light on the Gospel, Doubleday, Garden City und New York 1968.
- The Hidden Years of Jesus, Aramaic Bible Society, St. Petersburg Beach 1968.
- The Man from Galilee, a life of Jesus, Doubleday, Garden City und New York 1970.

### Postum
- Idioms in the Bible Explained, Reprint, Harper, San Francisco 1985, ISBN 0-06-064927-5.
- mit Rocco A. Errico: Aramaic Light on the Gospel of Matthew, Aramaic New Testament Series, Noohra Foundation, ISBN 0-9631292-6-0.
- mit Rocco A. Errico: Aramaic Light on the Gospels of Mark and Luke, Aramaic New Testament Series, Noohra Foundation, 2001, ISBN 978-0-9631292-7-7.
- mit Rocco A. Errico: Aramaic Light on the Gospel of John, Aramaic New Testament Series, Noohra Foundation, 2002, ISBN 978-0-9631292-8-4.
- The Resurrection Bible, Aramaic Bible Society, 2002, ISBN 978-0-9675989-4-9.
- The Modern New Testament from Aramaic, Aramaic Bible Society, 2004, ISBN 978-0-9675989-3-2.
- mit Rocco A. Errico: Aramaic Light on Romans Through 2 Corinthians, 2004, ISBN 978-0-9760080-0-2.
- mit Rocco A. Errico: Aramaic Light on Galatians through Hebrews, Noohra Foundation, 2005, ISBN 978-0-9760080-1-9.
- mit Rocco A. Errico: Aramaic Light on James through Revelation, Noohra Foundation, 2006, ISBN 978-0-9760080-2-6.
- mit Rocco A. Errico: Aramaic Light on Ezekiel, Daniel, and the Minor Prophets, Aramaic Old Testament Series, Noohra Foundation, 2012, ISBN 978-0-9760080-8-8.